# Кемер (Западно-Казахстанская область)
Кемер (каз. Кемер, до 2020 г. — Кемер) — село в Теректинском районе Западно-Казахстанской области Казахстана. Входит в состав Чаганского сельского округа. Код КАТО — 276269300.

## Население
В 1999 году население села составляло 611 человек (309 мужчин и 302 женщины). По данным переписи 2009 года, в селе проживало 529 человек (259 мужчин и 270 женщин).